# 9153 Chikurinji
9153 Chikurinji è un asteroide della fascia principale. Scoperto nel 1981, presenta un'orbita caratterizzata da un semiasse maggiore pari a 2,6879000 UA e da un'eccentricità di 0,1532450, inclinata di 12,45562° rispetto all'eclittica.